# Crystal Palace Basketball Club
Crystal Palace Basketball Club war ein Basketballverein aus dem Londoner Stadtteil Crystal Palace in England, der 1973 aus einer Kooperation einer Basketballmannschaft aus dem London Borough of Sutton mit dem Fußballverein Crystal Palace F.C. entstand. Der Fusionsverein, der die dominierenden Mannschaften im englischen Basketball in den 1970er und frühen 1980er Jahren stellte, gilt als einer der Pioniere im englischen Basketball, die auch in europäischen Vereinswettbewerben für erste Aufmerksamkeit sorgten. Er bestand mit wechselndem Erfolg bis 1998 fort, bis man sich mit dem damals führenden Londoner Verein London Towers in der British Basketball League (BBL) vereinigte.

## Geschichte

### Erfolgreicher Start (1973 bis 1978)
Der Verein aus dem Stadtbezirk Sutton hatte 1971 und 1973 die Endspiele im Pokalwettbewerb National Cup erreicht und jeweils verloren. Anschließend kooperierte man mit dem namensgebenden Fußballverein Crystal Palace und trat zunächst unter dem Sutton & Crystal Palace an, wobei man im Crystal Palace National Sports Centre als Heimspielstätte spielte. Das 1964 erbaute Crystal Palace Centre war auch von 1965 bis 1974 Austragungsort der Endspiele im National Cup, der eigentlichen Meisterschaft im englischen Basketball bis 1979. In der ersten Spielzeit der Kooperation gewann man nicht nur den Pokalwettbewerb, sondern auch den ersten Platz in der ein Jahr zuvor eingeführten Division One der „National Basketball League“ (NBL). Im europäischen Vereinswettbewerb Korać-Cup 1973/74 schied man jedoch bereits in der ersten Vorrunde aus, wobei man das Heimspiel gegen den belgischen Club aus Brügge gewinnen konnte. Anschließend trat man nach dem Pokalgewinn auch als eine der ersten englischen Mannschaften im Europapokal der Landesmeister an, verlor aber beide Spiele in der ersten Qualifikationsrunde gegen den niederländischen Vertreter aus Rotterdam deutlich. Nachdem man im Jahr 1975 in Meisterschaft und Pokal jeweils Zweiter wurde und die Titel nicht verteidigen konnte, gewann man als Crystal Palace beide Wettbewerbe als Double dreimal hintereinander von 1976 bis 1978. Ein erster Achtungserfolg auf internationaler Ebene war der zweite Platz in der Gruppenphase des Landesmeister-Europapokals zu Beginn der Saison 1976/77, als man im direkten Vergleich den Schweizer Meister Federale Lugano hinter sich lassen konnte. Allein der dominierende spanische Meister und vormalige Vizeeuropapokalsieger Real Madrid konnte sich als Gruppensieger für die Viertelfinal-Runde qualifizieren. In den folgenden beiden Europapokalwettbewerben der Landesmeister blieb man jedoch wieder sieglos.

### Achtungserfolge im Europapokal (1978 bis 1983)
In der Saison 1978/79 hatte man in Liga und Pokal als Zweiter jeweils den Doncaster Panthers den Vortritt lassen müssen. Diese nahmen jedoch nicht am Europapokal teil und so konnte Crystal Palace im Landesmeisterwettbewerb 1979/80 erneut antreten. Für die Spielzeit 1979/80 verpflichtete man unter anderem den US-Amerikaner Alton Byrd, der in seiner Collegekarriere an der Columbia University mit seiner Körpergröße von etwa 1,70 m den „Frances Pomeroy Naismith Award“ für den besten Collegespieler mit einer Körpergröße von weniger als 1,83 m erhalten hatte. Byrd, der später naturalisiert und englischer Nationalspieler wurde, hatte nach einer Fußverletzung nicht die Aufnahme in die amerikanische Profiliga NBA geschafft und spielte die folgenden drei Spielzeiten für Crystal Palace. In der Gruppenphase des Europapokals traf man wiederum auf Real Madrid, das überlegen den ersten Platz belegte und später seinen siebten Europapokaltitel gewann. Bis auf die beiden Spiele gegen Real um die beiden Starspieler Wayne Brabender und Walter Szczerbiak gewann man jedoch die restlichen vier Gruppenspiele, darunter beide Spiele gegen den deutschen Meister TuS 04 Leverkusen. In den nationalen Wettbewerben schaffte man 1980 erneut das Double. 1981 konnte man nur den Titel im National Cup verteidigen und verlor die Meisterschaft in der Liga gegen die Birmingham Bullets. Im Europapokal reichte es zu je einem Heimsieg über den französischen Meister aus Tours und den griechischen Meister Panathinaikos Athen. In der Endabrechnung der Gruppe bedeutete dies aber nur den letzten Platz in der Vierer-Gruppe, die der spätere Europapokalsieger Maccabi Tel Aviv gewann. In den Spielzeiten 1981/82 und 1982/83 gewann man erneut die Meisterschaft in der nationalen Liga. Im Europapokal der Pokalsieger 1981/82 gewann man unter anderem gegen den Schweizer Vertreter BBC Nyon und zog in die Viertelfinal-Gruppenphase ein, wo jedoch in einer Vierer-Gruppe mit dem späteren Titelträger KK Cibona in sechs Spielen nur noch ein Sieg gelang. In der Saison 1982/83 nahm dann wieder am Pokal der Landesmeister teil, der diesmal ohne Gruppenphase in der ersten Runde ausgespielt wurde. In der ersten Runde schlug man den deutschen Meister BSC Saturn Köln in beiden Spielen jeweils mit einem Punkt und konnte im Viertelfinale Real Madrid zuhause mit acht Punkten Unterschied erstmals bezwingen. Im Rückspiel in Madrid verlor man jedoch mit 30 Punkten Unterschied (81:111) und verpasste damit die Teilnahme an der Finalrunde um den Titel.

### Niedergang bis zum Rücktritt aus der BBL (1983 bis 1989)
In der Saison 1983/84 nahm man anstatt des Landesmeister-Europapokals am Korać-Cup 1983/84 teil. Nach dem Achtungserfolg auf europäischer Ebene im Vorjahr blieb man hier jedoch in der Gruppenphase der 16 besten Mannschaften sieglos. In der nationalen Liga reichte es noch zur Vizemeisterschaft 1984 hinter den Solent Stars. Mit Steve Bucknall schaffte es ein Spieler von Crystal Palace an die University of North Carolina at Chapel Hill und später in die NBA. Die erfolgreichsten Zeiten von Crystal Palace BC waren jedoch just in dem Moment vorbei, als 1987 mit der British Basketball League (BBL) eine geschlossene Profiliga im Vereinigten Königreich eingeführt wurde. Zwar war man noch Gründungsmitglied der BBL in der Saison 1987/88, aber es reichte nur zu zwei Saisonsiegen in 28 Spielen und dem letzten Tabellenplatz unter 15 Mannschaften in der Abschlusstabelle. In der bereits um vier Mannschaften geschrumpften zweiten Saison gelangen erneut nur zu zwei Saisonsiege in 20 Spielen, was wiederum den letzten Tabellenplatz bedeutete. Anschließend zog man sich ebenfalls aus der BBL zurück, während die Liga mit den London Docklands eine neue Franchise aus London aufnahmen, die später unter dem Namen London Towers zu den erfolgreichsten Mannschaften der 1990er Jahre in der BBL gehören sollten.

### Kurzes Comeback bis zur Fusion mit den Towers (1989 bis 1996)
Nach der Rückkehr in die Division One, die nun nicht mehr die höchste Spielklasse darstellt, stabilisierte man sich sportlich und erreichte 1993 einen dritten Platz in der Liga. 1994 kehrte Alton Byrd, der am Ende seiner Spielerkarriere 1991 und 1992 als bislang einziger Spieler zweimal hintereinander die Auszeichnung als „Most Valuable Player“ (MVP) der BBL gewann, als Trainer und Miteigentümer zu Crystal Palace zurück und konnte den Verein neu beleben. 1995 und 1996 gewann man wieder die Meisterschaft in dieser Spielklasse. Im National Cup 1995/96 schlug man zwei Mannschaften der BBL und zog bis ins Halbfinale ein, wo man dem Titelverteidiger Sheffield Sharks unterlag. Dies war zugleich die vorerst erfolgreichste Spielzeit der London Towers, die bis auf die Meisterschafts-Play-offs alle anderen Wettbewerbe der BBL gewannen. Crystal Palace suchte erneut erfolgreich um Aufnahme in die BBL nach, belegte aber in der ersten Saison nach Rückkehr 1997 nach fünf Saisonsiegen nur den vorletzten Tabellenplatz, während die Towers nun auch erstmals die Play-offs der BBL gewannen. Byrd verließ den Verein und wechselte später ins Management des NBA-Klubs Sacramento Kings. 1998 belegten die Crystal Palace in der letzten Spielzeit ihrer Eigenständigkeit weit abgeschlagen von den Play-off-Plätzen den drittletzten Tabellenplatz unter 13 Mannschaften. Anschließend fusionierten sie die Reste des Vereins mit dem Lokalrivalen London Towers, der nun neben der Wembley Arena auch das National Sports Centre in Crystal Palace als Heimspielstätte nutzte. Die Towers wollten zwei Jahre später an erfolgreiche Europapokalzeiten von Crystal Palace anknüpfen und nahm an den Wettbewerben der neu gegründeten EuroLeague teil. In übergreifend 24 Gruppenspielen in den ersten beiden Austragungen der EuroLeague reichte es jedoch nur zu einem Sieg in der EuroLeague 2000/01 gegen die Opel Skyliners Frankfurt, die die offenbar traditionelle Schwäche deutscher Mannschaften gegen Londoner Vereine zunächst fortführten. Bei der folgenden EuroLeague 2001/02 reichte es dann jedoch zu zwei Siegen der Skyliners gegen die nunmehr deutlich unterlegenen und insgesamt sieglosen Towers, die vier Jahre später 2006 selbst ihren Spielbetrieb in der BBL einstellten.

## Nachfolge
Während in Sutton die Basketballmannschaft Pumas ab 1999 einige Jahre bis 2004 erfolgreich in der Division One mitspielen konnte, gab es ab 2009 eine Amateurmannschaft, die dem Namen nach die Tradition des Crystal Palace BC fortsetzte. Das Crystal Palace National Sports Centre war in der Saison 2012/13 Austragungsort der Heimspiele der BBL-Franchise London Lions, die aus Milton Keynes kommend ihre Heimspiele künftig in der Copper Box austragen werden.